# 오클랜드 공항 (뉴질랜드)
오클랜드 국제공항(영어: Auckland International Airport, IATA: AKL, ICAO: NZAA)은 뉴질랜드의 최대 도시 오클랜드 남쪽의 망게레에 있는 국제공항이다. 뉴질랜드에서 가장 크고 바쁜 공항이고, 매년 약 1,300만 명이 이용한다. 마누카우 시(Manukau City)의 서부 외곽에 위치한 망게레(Mangere)에 있다. 오클랜드에서는 남쪽으로 약 21km 정도 떨어져 있다. 이용객은 2025년에 현재의 2배가 될 거라 예상하고 있다. 지역에 많은 일자리를 제공함으로써 뉴질랜드 경제에 중요한 부분을 담당하고 있다. 에어 뉴질랜드의 허브 공항으로 오세아니아에서 네 번째로 바쁜 공항이지만 (시드니 공항, 멜버른 공항, 브리즈번 공항) 국제적으로 오세아니아에서 두 번째로 바쁜 공항이 된다. 또 하나의 활주로로 시간당 약 45대 정도의 비행기를 수용할 수 있다.

## 역사

### 개요
오클랜드 국제공항의 시작은 오클랜드 에어로 클럽이 활주로를 사용하면서 시작됐다. 1928년 클럽에서 이 땅을 클럽의 비행기 3대를 주기시키기 위해 구매했다. 그 당시 클럽장은 "이곳은 공항이나 비행을 연습하기 매우 좋은 이점들을 가지고 있다. 접근이 용이하며 전선이나 건물, 안개가 없다."라고 기록했다.
1960년 이곳을 오클랜드의 주요공항으로 이용하기 위한 공사가 시작됐다. 활주로는 마누카우항에서 지상으로 옮겨졌다. 첫 비행은 1965년 11월 시드니로 가는 에어 뉴질랜드 DC-8 이었고, 1966년 1월 29일에 공항은 공식으로 개항했다. 1977년 Jean Batten(뉴질랜드의 최초 여성 파일럿의 이름)이란 이름으로 새 국제선터미널을 완공했다.
2001년에 발생한 9.11 테러 이후 2005년에 '안전하지 않은' 공항에서 온 테러리스트들이 사람이 많은 곳에 폭탄이나 무기를 들고 들어올 상황을 막기 위해 터미널을 개·보수했다.

### 확장
오클랜드 국제공항은 현재 날씨에 영향을 받지 않는 1950m짜리 2번째 주 활주로를 북쪽에 건설 중이다. 또 2011년 뉴질랜드에서 열릴 럭비월드컵을 대비해 사업의 첫 번째 단계로 1200m 짜리 활주로를 소형 항공기들이 이용할 수 있게 건설하고 있다. 이 활주로들이 완공됐을 때 공항은 국제선 항공기를 좀 더 효과적으로 처리할 수 있다. 소형 항공기들은 제트엔진을 장착한 항공기의 제트엔진에서 나오는 바람에 안전하기 위해 거리를 두고 이동해야 하는데 이 때문에 오클랜드 국제공항에서 이,착륙지연이 자주 발생 했지만 새 활주로가 완공되면 이러한 일이 줄어들꺼라고 공항측은 기대하고 있다. 사업의 첫 번째 단계는 2007년 11월에 시작됐다. 두 번째 단계는 국내선 제트 항공기를 수용할 수 있도록 활주로를 1650m로 늘리고 마지막 단계인 세 번째 단계에서 국제선 중형 항공기도 이용할 수 있도록 활주로를 2150m로 늘릴 계획이다. 또 새 국내선터미널도 활주로를 효과적으로 사용하기 위해 건설되었다. 새로 지어지는 활주로는 남쪽에 있는 주 활주로가 더 큰 항공기를 수용할 수 있도록 도와줄 것이다. 10년이 소요될 것으로 예상되는 이 사업에 약 12,000만NZ$(뉴질랜드 달러)가 사용될 것으로 예상된다. 완공된 국제선 터미널의 증축은 대형 항공기인 에어버스 A380-800을 플랫폼으로 연결할 수 있게 했다. 현재 에미레이트 항공이 자사의 에어버스 A380-800 1대를 두바이-오클랜드 노선에 투입해 직항 운행중이다.

## 국제선 터미널

### 출국
체크인 카운터는 국제 터미널 1층 동쪽 끝에 위치하고 있다. 오클랜드 국제공항은 특이하게 체크인 카운터를 일자로 죽 늘어놨다. 체크인을 한 후 에스컬레이터를 통해 2층으로 올라가서 출국수속을 밟을 수 있다. 출국수속을 밟고 보안검색을 통과한후 탑승 로비에서 면세점을 이용할 수 있다.

### 입국
여행객들은 비행기에서 내린 후 바로 국제선 터미널 2층으로 온다. 국제선 이용객의 경우 에스컬레이터를 이용해서 1층으로 내려가기 전에 면세점을 이용할 수 있다. 입국 수속과 세관은 1층에서 통과하면 된다.

## 운항 노선

### 국제선
| 항공사            | 도착지 |
| ----------------- | --- |
| 에어 뉴질랜드     | 골드코스트, 나디, 누메아, 누쿠알로파, 뉴욕(JFK), 도쿄(나리타), 로스엔젤레스, 라로통가, 멜버른, 밴쿠버, 부에노스아이레스(에세이사), 브리즈번, 샌프란시스코, 시카고(오헤어), 덴파사르(발리), 상하이(푸둥), 시드니, 싱가포르, 애들레이드, 아바루아, 아피아, 알로피, 타이베이(도원), 파파에테, 퍼스, 호놀룰루, 홍콩(첵랍콕), 휴스턴 계절편 : 서울(인천), 선샤인코스트, 케언스, 호바트 |
| 대한항공          | 서울(인천) |
| 중국국제항공      | 베이징(수도) |
| 중국남방항공      | 광저우 |
| 중국동방항공      | 상하이(푸둥), 시드니, 항저우 |
| 하이난 항공       | 하이커우, 선전 |
| 캐세이퍼시픽 항공 | 홍콩(첵랍콕) |
| 중화항공          | 브리즈번, 타이페이(도원) 계절편 : 멜버른 |
| 싱가포르 항공     | 싱가포르 |
| 말레이시아 항공   | 쿠알라룸푸르 |
| 필리핀 항공       | 마닐라 |
| 에미레이트 항공   | 두바이 |
| 카타르 항공       | 도하 |
| 에어캐나다        | 밴쿠버 |
| 아메리칸 항공     | 계절편 : 댈러스, 로스앤젤레스 |
| 하와이안 항공     | 계절편 : 호놀룰루 |
| 유나이티드 항공   | 샌프란시스코 계절편 : 로스엔젤레스 |
| 델타항공          | 로스엔젤레스 |
| LATAM 칠레        | 산티아고, 시드니 - (2025년 10월 25일 단항 예정) |
| 콴타스 항공       | 시드니, 멜버른, 브리즈번, 뉴욕(JFK), 퍼스 - (2025년 12월 7일 복항) 계절편 : 애들레이드 - (2025년 10월 31일 복항) |
| 솔로몬 항공       | 포트빌라, 브리즈번 |
| 제트스타 항공     | 케언스, 골드코스트, 멜버른, 시드니, 브리즈번, 선샤인코스트, 아바루아, |
| 피지 항공         | 나디, 수바 |
| 에어 타히티 누이  | 파파에테, 로스엔젤레스 |
| 에어 바누아투     | 포트 빌라 (단항 중) |
| 에어칼린          | 누메아 |

### 국내선
| 항공사               | 목적지 |
| -------------------- | --- |
| 에어채텀스           | 채텀, 와카타네, 왕가누이, 카피티 코스트 계절편 : 블레넘 |
| 에어뉴질랜드         | 크라이스트처치, 더니든, 퀸스타운, 웰링턴, 인버카길, 블레넘, 기즈번, 케리케리, 넬슨, 뉴플리머스, 파머스턴 노스, 타우포, 타우랑가, 왕가레이, 네이피어, 로토루아 |
| 그레이트 베리어 항공 | 해밀턴, 카이타야, 노스 쇼어, 오키위, 왕가누이, 휘티앙가 |
| 제트스타 뉴질랜드    | 크라이스트처치, 더니든, 퀸스타운, 웰링턴 |

### 화물 노선
| 항공사                                                      | 목적지                                                 |
| ----------------------------------------------------------- | ------------------------------------------------------ |
| 콴타스 프레이트 ( 아틀라스 항공 운영)                       | 시드니, 로스엔젤레스, 호놀룰루, 시카고 오헤어          |
| 콴타스 프레이트 (익스프레스 프레이터스 오스트레일리아 운영) | 시드니, 크라이스트처치, 케언스                         |
| DHL ( 타스만 카고 에어 운영)                                | 크라이스트처치, 시드니, 멜버른                         |
| 싱가포르 항공 카고                                          | 시드니, 멜버른, 싱가포르                               |
| 에미레이트 스카이카고                                       | 두바이(알막툼), 자카르타                               |
| 페덱스 익스프레스                                           | 크라이스트처치, 광저우, 호놀룰루, 로스엔젤레스, 시드니 |
| 에어 워크                                                   | 크라이스트처치, 시드니, 멜버른                         |
| 파실 에어                                                   | 크라이스트처치, 파머스턴 노스                          |
| 텍셀 에어 뉴질랜드                                          | 채텀, 크라이스트처치, 파머스턴 노스                    |

## 사건 및 사고
- 1979년 2월 17일 착륙중이던 에어뉴질랜드 포커 27이 마누카우항에 추락, 승무원 1명과 에어 뉴질랜드 직원 1명이 사망했다.
- 1979년 11월 28일 오클랜드 국제공항을 출발해 남극을 보고 돌아오는 에어뉴질랜드 901편 맥도넬더글러스 DC-10 항공기가 남극 에러버스 산에 추락, 탑승객과 승무원 257명 전원이 사망했다.

## 사진

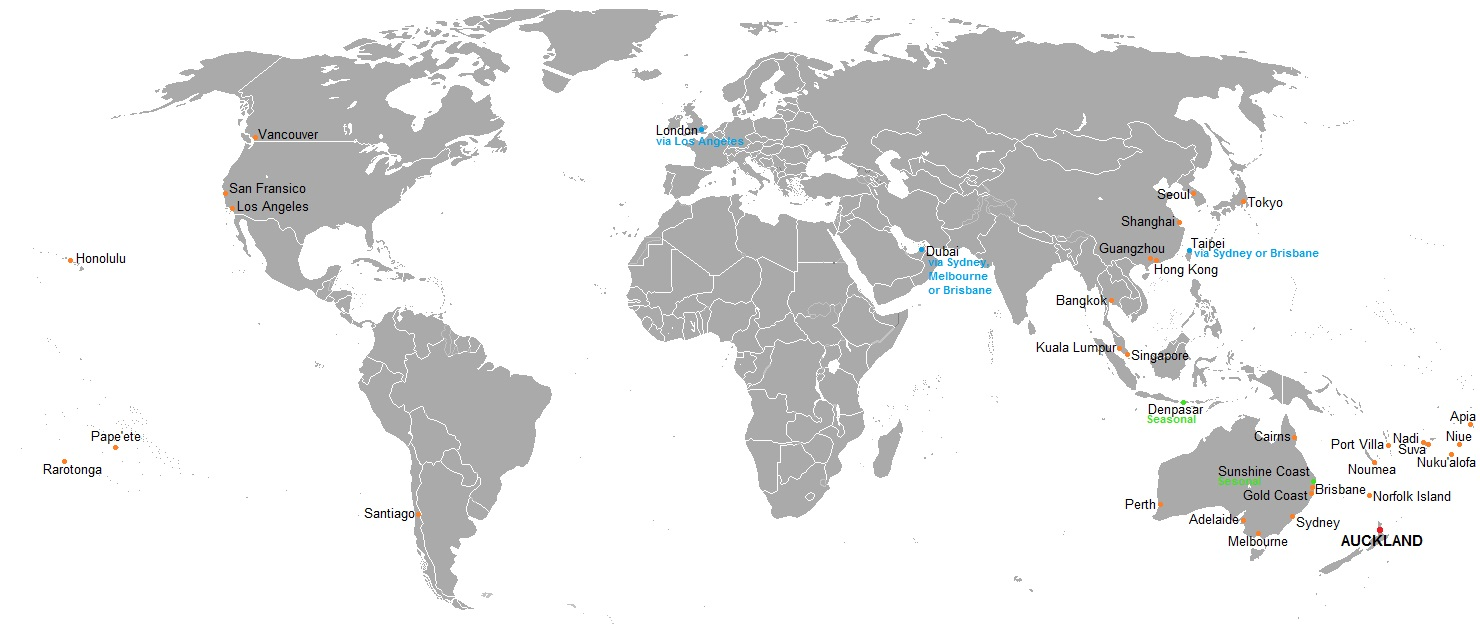
오클랜드 국제공항의 운항 노선
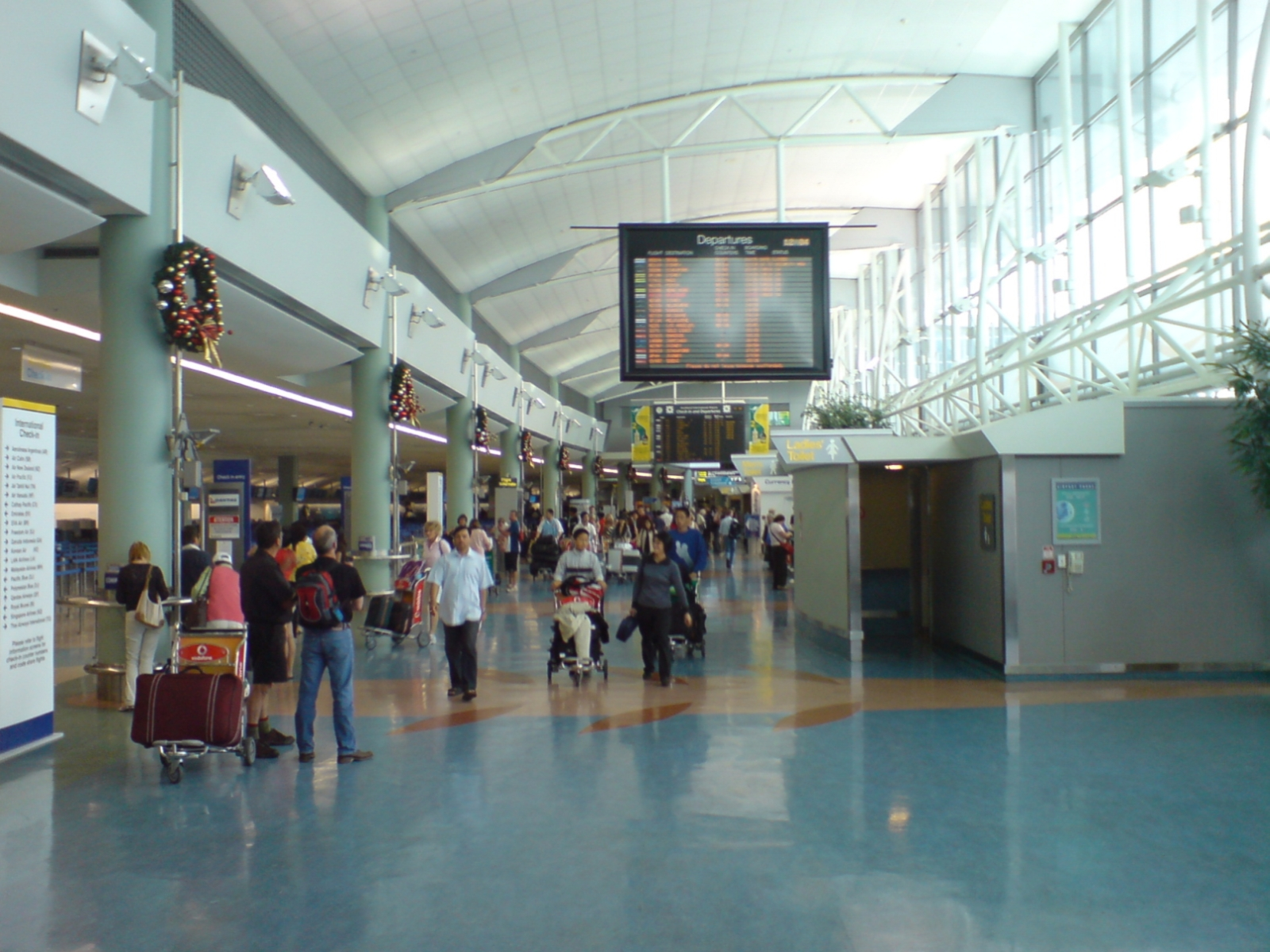
국제선 터미널의 체크인 카운터
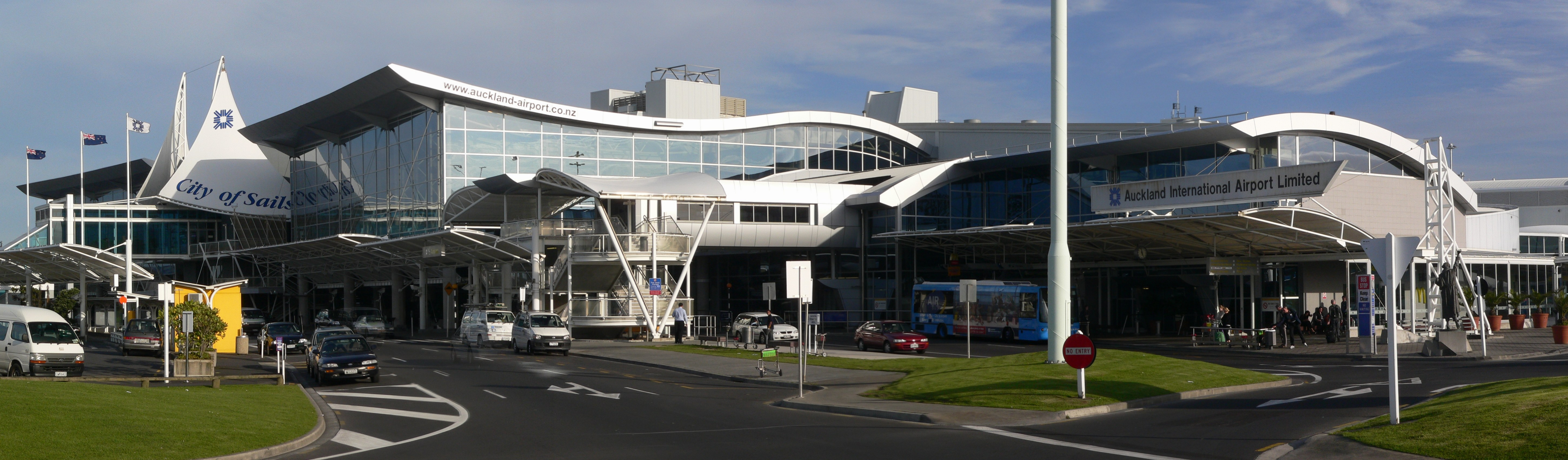
오클랜드 국제공항의 국제선 터미널

## 같이 보기
- 뉴질랜드의 항공사 목록